# Terfezia
Terfezia (Tul. & C. Tul.) Tul. & C. Tul., 1851 è un genere di funghi appartenente alla famiglia Pezizaceae.
Le specie appartenenti a questo genere hanno il carpoforo a forma di tubero, il peridio liscio e gibboso, la carne (gleba) bianca e compatta che a maturità presenta molteplici cavità alveolari. Crescono prevalentemente in terreni sabbiosi sulla fascia costiera.

## Specie diTerfezia
La specie tipo è Terfezia arenaria (Moris) Trappe (1971), altre specie incluse sono:
- Terfezia aphroditis Chatin (1897)
- Terfezia austroafricana Marasas & Trappe (1973); Terfeziaceae
- Terfezia berberiodora (Lesp.) Tul. (1851)
- Terfezia boudieri Chatin (1892)
- Terfezia cadevalli Font Quer (1925)
- Terfezia castanea Quél. (1880)
- Terfezia claveryi Chatin (1892)
- Terfezia decaryi R. Heim (1934)
- Terfezia deflersii Pat. (1894)
- Terfezia eremita Malençon (1973)
- Terfezia fanfani Mattir. (1900)
- Terfezia gigantea S. Imai (1933)
- Terfezia goffartii Chatin (1896)
- Terfezia hafizi Chatin (1892)
- Terfezia hanotauxii Chatin (1896)
- Terfezia hispanica Lázaro Ibiza (1908)
- Terfezia indica Boedijn (1939)
- Terfezia leptoderma Tul. (1844), [RSD]
- Terfezia longii Gilkey (1947)
- Terfezia lutescens (Lázaro Ibiza) Malençon (1938)
- Terfezia magnusii Mattir. (1887)
- Terfezia mellerionis Chatin (1896)
- Terfezia metaxasi Chatin (1892)
- Terfezia olbiensis Tul. (1844)
- Terfezia oligosperma Tul. (1851)
- Terfezia ovalispora Pat. (1892)
- Terfezia pallida (Lázaro Ibiza) Malençon (1938)
- Terfezia pinoyi Maire (1906)
- Terfezia rosea (Tul. & C. Tul.) Torrend (1908)
- Terfezia schweinfurthii Henn. (1901)
- Terfezia sinuosa (Lázaro Ibiza) Malençon (1938)
- Terfezia spinosa Harkn. (1899)
- Terfezia terfezioides (Mattir.) Trappe (1971)
- Terfezia transcaucasica Tikhom. (1903)
- Terfezia zeynebiae Harkn. (1899)